# Victoria (partido político)
Victoria es un partido político con  tendencia conservadora en Guatemala coliderado por el ex alcalde de Mixco Amílcar Rivera.

## Historia
El partido fue fundado en 2007. Participó por primera vez en las elecciones generales de 2011, a pesar de que no nominó a un candidato a la presidencia. En las elecciones legislativas el partido recibió el 1.6% del voto, y ganó un escaño de los 158. Previo a las elecciones generales de 2015 intentó sin éxito formar una alianza con Todos y el Partido Unionista, finalmente decidió NO participar en ese proceso electoral.
En las elecciones de 2019, nominó al exalcalde de Mixco Amílcar Rivera como candidato presidencial y a Erico Can como candidato a la vicepresidencia. Rivera proponía denunciar el Pacto de San José para aplicar la pena de muerte en el país, así como solicitar otra prórroga del mandato de la Comisión Internacional contra la Impunidad en Guatemala. Rivera obtuvo el undécimo lugar con el 2.5% de los votos; también ganó cuatro diputaciones de 160 del Congreso de Guatemala, Izabel Hans-Moller, Manuel Rivera (Jefe de bloque), Juan Carlos Rivera, Hector Choc.

## Elecciones presidenciales
| Año Electoral | Candidato              | 1.ª vuelta     | 1.ª vuelta  | 2.ª vuelta     | 2.ª vuelta |
| Año Electoral | Candidato              | Total de votos | Porcentaje  | Total de votos | Porcentaje |
| ------------- | ---------------------- | -------------- | ----------- | -------------- | ---------- |
| 2019          | Amílcar Rivera Estévez | 110.255        | 2.54% (11°) |                |            |
| 2023          | Amílcar Rivera Estévez | 137.793        | 3.27% (9°)  |                |            |